# 早稲田大学大学院文学研究科
早稲田大学大学院文学研究科（わせだだいがくだいがくいんぶんがくけんきゅうか、Graduate School of Letters, Arts and Sciences）は、早稲田大学が設置する大学院文学研究科。

## 概説
早稲田大学大学院文学研究科は、1951年に設立された。その歴史は、1902年の東京専門学校が早稲田大学と改称し、専門部と大学部を置いた際に設置された大学部文学科にはじまる。

## 沿革[1]
- 1882年 - 東京専門学校創設（政治経済学科、法律学科、理学科、英学科設置）
- 1902年 - 早稲田大学と改称、大学部に文学科が置かれる
- 1949年 - 新制早稲田大学11学部開校、第一文学部、第二文学部を設置
- 1951年 - 大学院文学研究科が修士課程開設される
- 1953年 - 新制早稲田大学大学院6研究科設置（博士課程）により、大学院文学研究科博士課程が設置される
- 2004年 - 学術院制度導入により、第一文学部、第二文学部、大学院文学研究科から成る文学学術院設置
- 2007年 - 第一文学部、第二文学部を廃止し、文学部、文化構想学部を設置、博士後期課程アジア地域文化学コース新設
- 2010年 表象・メディア論コース[2]を新設
- 2011年 現代文芸コース（修士課程）[3]を新設
- 2017年 中東・イスラーム文化コース（修士課程・博士後期課程）[4]を新設
- 2018年9月 国際日本学コース（博士後期課程）を新設

## 大学院
- 文学研究科
  - 人文科学専攻
    - 哲学コース
    - 東洋哲学コース
    - 心理学コース
    - 社会学コース
    - 教育学コース
    - 日本語日本文学コース
    - 英文学コース
    - フランス語フランス文学コース
    - ドイツ語ドイツ文学コース
    - ロシア語ロシア文化コース
    - 中国語中国文学コース
    - 演劇映像学コース
    - 美術史学コース
    - 日本史学コース
    - 東洋史学コース
    - 西洋史学コース
    - 考古学コース
    - 文化人類学コース
    - 表象・メディア論コース
    - 現代文芸コース（修士課程のみ）
    - アジア地域文化学コース（博士後期課程のみ）
    - 中東・イスラーム研究コース
    - 国際日本学コース（博士後期課程のみ）